# Korpus Artylerii (Królestwo Kongresowe)
Korpus Artylerii Królestwa Polskiego – naczelne dowództwo artylerii Królestwa Polskiego, zorganizowane po wybuchu powstania listopadowego.
Na guzikach żołnierzy korpusu znajdowała się armatura, czyli skrzyżowane armaty pod płonącym granatem.

## Struktura organizacyjna i obsada personalna
Dowódcy korpusu:
- gen. art. Maurycy Hauke – do 29 listopada 1830
- gen. dyw. Jakub Redel – od 16 grudnia 1830 do 7 września 1831

Podległe jednostki:
- 1 Brygada Artylerii Pieszej
- 2 Brygada Artylerii Pieszej
- Brygada Artylerii Lekkokonnej